# Sacrificio di Isacco (Andrea del Sarto)
Il Sacrificio di Isacco è un dipinto a olio su tavola (213x159 cm) di Andrea del Sarto, databile al 1527-1529 circa e conservato nella Gemäldegalerie di Dresda. Ne esistono anche una versione meno rifinita, di solito considerata come primo abbozzo, al Cleveland Museum of Art (178x138 cm) e una terza versione, in scala ridotta, al Museo del Prado (98x69 cm), databile al 1527-1530 circa.

## Storia
L'opera venne commissionata nel 1527 da Giovanni Battista Della Palla per farne dono al re francese Francesco I, che circa dieci anni prima aveva ospitato l'artista a Fontainebleau senza però riuscire a trattenerlo alla sua corte. Nei burrascosi accadimenti politici dell'epoca il Della Palla finì per essere incarcerato nel 1530, prima che l'opera fosse spedita e poco prima che l'artista morisse, dopo averne fatte tre versioni, come ricorda Vasari, a diversi stadi di finitura e per dimensioni diverse. Quella di Cleveland fu probabilmente una prova non portata a termine, abbandonata presto per un'opera di dimensioni maggiori e con alcune varianti. Quella di Dresda, la più grande e meglio finita, era forse quella destinata al re francese, ma il dipinto venne requisito da Alfonso d'Avalos, marchese del Vasto, al quale si riferisce il monogramma sulla roccia in primo piano, aggiunto in un secondo momento. Altri invece pensano che la versione di Madrid sia quella posseduta dal marchese; quest'ultima è la più piccola ed è identica alla versione di Dresda, per cui la si suppone appena successiva. Della versione madrilena si sa che fu acquistata da Carlo IV di Spagna ed è documentata per la prima volta nella Casita del Príncipe nel monastero dell'Escorial nel 1779, dopo essere passata al palazzo di Aranjuez nel 1814, confluì infine al Prado.
Il dipinto di Dresda si trovava invece nelle collezioni estensi a Modena, quando fu venduto al principe di Sassonia nel 1746.

## Descrizione e stile
Nella Genesi (22, 1-13) si racconta come Dio mise alla prova Abramo chiedendogli di sacrificare suo figlio Isacco. Il patriarca obbedì e solo quando stava per tagliare la gola del fanciullo un angelo discese a fermare il suo gesto e a comunicargli la soddisfazione di Dio. La scena, non infrequente nell'arte fiorentina, simboleggiava una prefigurazione della disposizione di Dio a sacrificare suo figlio Cristo per il bene dell'umanità. Andrea del Sarto risolse il compito con figure monumentali dei protagonisti, elegantemente composte a generare un movimento a serpentina che si dipana lungo una diagonale.
Isacco è nudo e con un ginocchio e un piede posato sull'altare, mentre le sue vesti, dai colori brillanti, sono appoggiate in terra in basso a sinistra; egli ha i polsi legati sulla schiena ed è piegato dalla paura mentre si rivolge verso lo spettatore con espressione dolente. Abramo torreggia titanico dietro di lui, con la spada salda nella destra, già allungata a sferrare il colpo, e la sinistra che regge fermo il fanciullo, mentre la testa si volta all'indietro per ascoltare il messaggio dell'angioletto appena planato dal cielo. La veste rossa sgargiante del patriarca, mossa dal vento, dà alla sua figura un risalto quasi eroico e una forte carica espressiva. Lo sfondo è composto da un paesaggio in cui si distinguono alberi, ora omrbosi e fronzuti ora più isolati, con un ripido percorso che porta verso una città dalle mura azzurrine, schiarite dalla foschia. Alcuni animali e personaggi secondari punteggiano il paesaggio: a sinistra la pecora che Abramo aveva portato al sacrificio per non destare sospetti, a destra il servitore che attende ignaro di quello che sta accadendo mentre, vicino all'asino legato che si abbevera a uno specchio d'acqua, dopo essersi denudato sta girato di spalle come a prepararsi per un bagno. Più lontano si vedono due cavalieri.
Evidenti sono i debiti michelangioleschi, soprattutto nella figura di Abramo, memore tanto dei Profeti della volta della Cappella Sistina che del Tondo Doni; da quest'ultimo deriva la rotazione a serpentina e la presenza dell'ignudo sullo sfondo. Ma il particolare accento dinamico ricorda anche il Gruppo del Laocoonte, scoperto a Roma nel 1506 e subito divenuto popolarissimo, il tutto condito dal particolare "sfumato sartesco", derivato da quello vinciano ma più acceso nella gamma cromatica e dalla consistenza sabbiosa, e da una disposizione ben equilibrata delle figure, derivata dalla riflessione sulle opere fiorentine di Raffaello.
La versione di Cleveland mostra chiaramente uno stato non-finito, prezioso però per capire il metodo di lavoro dell'artista. Vi si vedono infatti i segni del trasferimento del disegno dal cartone preparatorio alla tavola, rinforzati da tratti a carboncino e pennellate veloci, come si vede bene nell'asino a destra. Sottili velature di colore compongono poi le parti meglio finite, specialmente nell'angelo, il corpo di Isacco e la testa di Abramo, mentre il panneggio della manica di quest'ultimo è già a un livello molto avanzato. Le differenze iconografiche riguardano soprattutto lo sfondo, come il gruppo del servitore e dell'asino più vicino e atteggiato in maniera diversa.

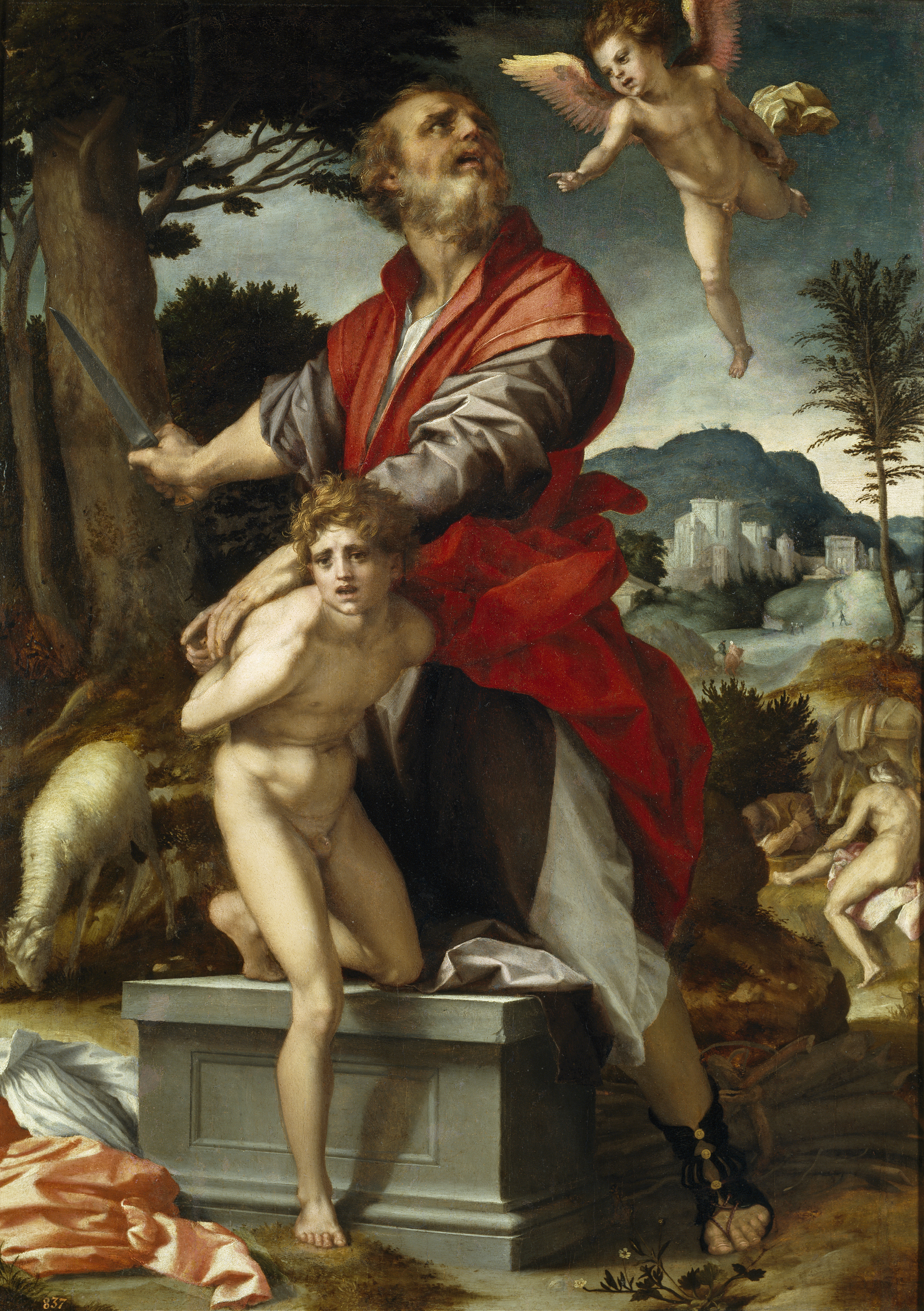
La versione del Prado